# Abraham Jacob van Imbijze van Batenburg
Abraham Jacob van Imbijze van Batenburg (* 1753 in Breda, Niederlande; † 9. Oktober 1806 auf Barbados) war ein niederländischer Gouverneur von Berbice und Essequibo. 

## Lebenslauf
Abraham Jacob wurde am 17. Juni 1753 in der wallonisch reformierten Gemeinde (nl: Waals Gereformeerde Gemeente) zu Breda, als Sohn von Johan Bernhard Imbyze van Batenburg (* vor 1723; † 1768) und Susanna de Wit (* 1723) getauft. Er starb auf Barbados, wahrscheinlich im Alter von 53 Jahren.
Sein Vater war Kartenzeichner, Ingenieur beim Militär (1743) und Kapitän (1760). Sein Großvater war vermutlich Paschasius Diederick van Batenburgh.
Am 20. Mai 1782 heiratete Abraham Jacob van Batenburg in Tilburg Wilhelmina Sazanna Zurmegedé, geboren am 21. April 1759 in Veere. Sie war möglicherweise die Tochter von Hendrik Cornelis Zurmegedé, freier Bürger von Batavia und Susanna Lints.
Aus der Ehe entstammen neun Kinder: Suzanna Maria (* 1784), Hendrik Christiaan (* 1786), Adriana Baldwina (* 1788), Jan Jacob Hendrik (* 1788), Lambert Abraham (* 1791; † 1829 auf Java, Niederländisch-Indien), Catharina Cordelia (* 1793), Elizabeth (* 1796; † 1864), Henriette Maria (* 1797) und Hendrika Maria (* 1801).
Alternative Schreibweise des Nachnamens: Imbyze van Batenburg.

## Laufbahn
Abraham Jacob van Imbijze van Batenburg war zuerst bis 1791 für die Westindien-Kompanie, ab 1796 für die Briten bzw. für die Batavische Republik (1795–1806), Gouverneur von:
- Berbice (heute: Guyana, zwischen 1789 und 27. März 1802)
- Essequibo (Guyana, zwischen dem 22. April 1796 und 27. März 1802)
- Berbice (zwischen Juni 1804 und 1806)